# Emotional Rescue
Emotional Rescue is een album van de Engelse rockband The Rolling Stones uit 1980. Het album was commercieel een groot succes, al dachten de critici er anders over. Het album bevatte de hit Emotional Rescue. De andere single van het album, She's so cold, werd geen groot succes.

## Nummers
Alle songs geschreven door Mick Jagger en Keith Richards, behalve nr. 1
1. Dance, Pt 1 (Mick Jagger/Keith Richards/Ron Wood) - 4:23
2. Summer Romance – 3:16
3. Send It to Me – 3:43
4. Let Me Go – 3:50
5. Indian Girl – 4:23
6. Where the Boys Go – 3:29
7. Down in the Hole – 3:58
8. Emotional Rescue – 5:39
9. She's So Cold – 4:14
10. All About You – 4:18

## Hitlijsten

### Album
| Jaar | Hitlijst                      | Notering |
| ---- | ----------------------------- | -------- |
| 1980 | Official Albums Chart Top 100 | 1        |
| 1980 | Billboard 200                 | 1        |
| 1980 | Nederlandse Album Top 100     | 1        |

### Singles
| Jaar | Single                                     | Hitlijst           | Notering |
| ---- | ------------------------------------------ | ------------------ | -------- |
| 1980 | Emotional Rescue                           | Billboard Hot 100  | 3        |
| 1980 | Emotional Rescue                           | Nederlandse Top 40 | 8        |
| 1980 | Emotional Rescue                           | UK Singles Chart   | 9        |
| 1980 | Emotional Rescue/Dance Pt. 1/She's So Cold | Club Play Singles  | 9        |
| 1980 | She's So Cold                              | Billboard Hot 100  | 26       |
| 1980 | She's So Cold                              | UK Singles Chart   | 33       |